# スガイ化学工業
スガイ化学工業株式会社（スガイかがくこうぎょう）は、和歌山県和歌山市に本社を置く、医薬中間物、農薬原体・中間物、機能性化学品、界面活性剤、染料・顔料中間物等の。化学品を製造・販売しているメーカーである。

## 沿革
- 1928年1月 - 和歌山市小雑賀で菅井化学工場を創業、パラ染料の製造を開始。
- 1933年 - 和歌山市宇須183番地に新工場を建設し移転。
- 1949年 - 顔料中間物「トビアス酸」の国産化に成功。
- 1952年4月14日 - 菅井化学工業株式会社を設立。
- 1961年 - 和歌山西工場の操業開始、蓚酸酢酸エチルエステルソーダの生産開始。
- 1962年 - 現社名、「スガイ化学工業株式会社」に変更。
- 1963年 - 大阪証券取引所2部に上場。
- 1968年 - 和歌山市宇須にて新研究所完成。
- 1972年 - 西浜製品センター新設。
- 2013年7月16日 - 大阪証券取引所と東京証券取引所の現物株市場統合に伴い、東京証券取引所2部に上場。